# Opium (film)
Opium (engelska: To the Ends of the Earth) är en amerikansk film noir från 1948 i regi av Robert Stevenson. I huvudrollerna ses Dick Powell och Signe Hasso.

## Handling
Efter att ha bevittnat en incident på ett utländskt fartyg utanför Kaliforniens kust beslutar sig en amerikansk kommissarie på ett kustbevakningsfartyg att undersöka ärendet ytterligare genom att följa ett brottsspår som leder vidare till Kina, Egypten, Libanon och Kuba.

## Rollista i urval
- Dick Powell – kommissarie Michael Barrows
- Signe Hasso – Ann Grant
- Maylia – Shu Pan Wu
- Ludwig Donath – Nicholas Sokim
- Vladimir Sokoloff – kommissarie Lum Chi Chow
- Edgar Barrier – Grieg
- John Hoyt – Bennett
- Marcel Journet – kommissarie Lariesier
- Luis Van Rooten – Alberto Berado
- Fritz Leiber – Binda Sha